# Каддо-Міллс (Техас)
Каддо-Міллс (англ. Caddo Mills) — місто (англ. city) в США, в окрузі Гант штату Техас. Населення — 1495 осіб (2020).

## Географія
Каддо-Міллс розташоване за координатами 33°2′21″ пн. ш. 96°14′53″ зх. д. / 33.03917° пн. ш. 96.24806° зх. д. (33.039140, -96.248032).  За даними Бюро перепису населення США в 2010 році місто мало площу 9,84 км², з яких 9,82 км² — суходіл та 0,02 км² — водойми. В 2017 році площа становила 10,94 км², з яких 10,92 км² — суходіл та 0,02 км² — водойми.

## Демографія
Згідно з переписом 2010 року, у місті мешкало 1338 осіб у 490 домогосподарствах у складі 375 родин. Густота населення становила 136 осіб/км².  Було 534 помешкання (54/км²).
Расовий склад населення:
| - 90,7 % — білих - 5,2 % — чорних або афроамериканців - 0,4 % — корінних американців - 0,3 % — азіатів - 1,4 % — осіб інших рас |

До двох чи більше рас належало 1,9 %. Частка іспаномовних становила 6,7 % від усіх жителів.
За віковим діапазоном населення розподілялося таким чином: 31,5 % — особи молодші 18 років, 54,4 % — особи у віці 18—64 років, 14,1 % — особи у віці 65 років та старші. Медіана віку мешканця становила 33,9 року. На 100 осіб жіночої статі у місті припадало 88,5 чоловіків;  на 100 жінок у віці від 18 років та старших — 82,5 чоловіків також старших 18 років.
Середній дохід на одне домашнє господарство  становив 60 934 долари США (медіана — 53 601), а середній дохід на одну сім'ю — 69 476 доларів (медіана — 63 833). Медіана доходів становила 41 897 доларів для чоловіків та 37 000 доларів для жінок. За межею бідності перебувало 25,8 % осіб, у тому числі 41,4 % дітей у віці до 18 років та 13,3 % осіб у віці 65 років та старших.
Цивільне працевлаштоване населення становило 797 осіб. Основні галузі зайнятості: освіта, охорона здоров'я та соціальна допомога — 30,5 %, роздрібна торгівля — 12,5 %, виробництво — 11,0 %, мистецтво, розваги та відпочинок — 10,3 %.